# Diego Cavinato
Diego Simoni Cavinato, nascido no Brasil a 6 de maio de 1985, é um jogador profissional de futsal que jogou pelo Sporting Clube de Portugal até 2023.

## Palmarés internacional
- Liga dos Campeões de Futsal da UEFA (1)

2018/19